# Еластичност на търсенето и предлагането
Еластичност на търсенето и предлагането е икономически термин за сбора от зависимости, които съществуват между следните две двойки пазарни показатели:
- пазарно търсене / предлагане на дадена стока,
- цена на стоката / доходи на потребителите.

Еластичността на търсенето е зависимостта на количеството търсена продукция от факторите доходи и цени. Търсенето се нарича еластично, когато малки промени в цената на дадена стока или в доходите на потребителите се изразяват в големи промени на търсенето на тази стока. Съответно разглеждат се еластичност на търсенето по отношение на цената (ценова еластичност на търсенето) и еластичност на търсенето по отношение на дохода. Аналогично се дефинира еластичността на предлагането.
Тъй като еластичността изразява динамика на относителни величини, тя се представя като коефициент, получен от процентни съотношения. В числителя стоят измененията, съответно, на количествата търсена или предлагана продукция, а в знаменателя – измененията на цената / дохода.
Различните типове стоки и различните фактори, които влияят на връзката между ценовите равнища и обемите на търсене и предлагане, обуславят формирането на понятията:
- висока еластичност,
- ниска еластичност, и
- нееластичност.

За търсенето се казва, че е нееластично, когато дори значителни колебания на цената на дадена стока не повлияват на нейното търсене (и съответно предлагане); като примери за нееластична стока често се дават животоспасяващите и животоподдържащите лекарства. Колкото повече обемите на търсене, а оттам и предлагане, на една стока зависят (при равни други условия) от колебанията на цената и или от доходите на потребителите, толкова по-висока е еластичността на нейното търсене и предлагане. Такива са например стоките на лукса.
Еластичността може да бъде с положителен или с отрицателен знак, в зависимост от това еднопосочни или разнопосочни са динамиките на показателите в числителя и знаменателя (с други думи дали при нарастването на числителя, показателят също нараства или намалява). Отделно от това, дори при еднопосочна динамика, измененията могат да са с еднаква или различна динамика. Когато на единица процентна промяна на цените или доходите отговаря единица процентна промяна на търсенето или предлагането, то еластичността има коефициент 1. Коефициентът е по-голям от 1, когато изменението на търсенето / предлагането е по-голямо от изменението в цената / доходите.
В микроикономиката по-често се разглежда еластичността на търсенето и предлагането по отношение на цената. Ценовата еластичност е определяща за производствената и ценовата политика на фирмите. Това е така, понеже икономическият стимул на фирмите-производители е не да задоволяват някакво пазарно търсене, а да генерират печалба, а производството, предлагането и търсенето са само инструменти за изпълнението на тази цел. Стремежът на производителите е да оптимизират отношението между обем на производство и пазарна цена, така че при възможно най-малък обем на производство да се извлече максимална печалба.